# Gonomyopsis
Gonomyopsis es un género monotípico de dípteros nematóceros perteneciente a la familia Limoniidae. Fue descrita originalmente como un subgénero de Gonomyodes. Su única especie: Gonomyopsis doaneana, es originaria de California, USA.